# Primauguet (1924)
Primauguet – francuski krążownik lekki typu Duguay-Trouin, w służbie w Marine nationale w latach 1927−1942. Po wejściu do służby w okresie od 20 kwietnia do 20 grudnia 1927 roku odbył rejs dookoła świata, po powrocie z którego trafił do 3. Dywizjonu Krążowników. Od kwietnia 1932 roku stacjonował w Indochinach, z których powrócił na remont do Francji w 1936 roku. Od listopada 1937 roku powracił do Sajgonu, a następnie od lutego 1939 roku stacjonował w Afryce, gdzie zastał go wybuch II wojny światowej.     
Po wybuchu wojny początkowo eskortował konwoje, następnie popłynął do Indii Zachodnich. W czerwcu 1940 roku przewiózł z Brestu do Casablanki rezerwy złota banku francuskiego. Po upadku Francji pozostał wierny rządowi Vichy. W momencie inwazji Aliantów w Afryce Północnej stoczył walkę z amerykańskim krążownikiem USS „Brooklyn”, w wyniku której odniósł uszkodzenia. Los okrętu przypieczętowały bombowce nurkujące Douglas SBD Dauntless z lotniskowca USS „Ranger” – okręt po trafieniu w niego bombą został wyrzucony na mieliznę, a jego wrak pozostawał tam do 1951 roku, kiedy to został rozebrany na złom.